# Hiligaynon
Hiligaynon (Ilonggo) är ett austronesiskt språk som talas i Filippinerna, i regionerna Västra Visayas, Negros Island Region, SOCCSKSARGEN, Norra Mindanao samt i provinserna Masbate och Palawan. På södra Mindanao är hiligaynon att betrakta som lingua franca (hjälpspråk). Språket används i radion och de lokala tidningarna. Med 9,2 miljoner talare är hiligaynon ett av de 100 mest talade språken i världen, med placering 92 år 2010. Som jämförelse innehade svenskan placering 94. Det finns vidare ungefär 4 miljoner som kan tala hiligaynon till viss del.